# Mesochra mexicana
Mesochra mexicana is een eenoogkreeftjessoort uit de familie van de Canthocamptidae. De wetenschappelijke naam van de soort is voor het eerst geldig gepubliceerd in 1971 door Wilson M.S..